# عبد الله سيلا
عبد الله سيلا (بالفرنسية: Abdoulaye Sylla)‏ هو لاعب كرة قدم غيني، ولد في 10 أبريل 2000 في كوناكري في غينيا. لعب مع نادي نانت.

## وصلات خارجية
- عبد الله سيلا على موقع قاعدة بيانات كرة القدم.إي يو (الإنجليزية)
- عبد الله سيلا على موقع ناشيونال فوتبول تيمز (الإنجليزية)
- عبد الله سيلا على موقع Soccerway.com (الإنجليزية)
- عبد الله سيلا على موقع عالم كرة القدم.نت (الإنجليزية)